# Das Geheimnis der roten Katze (film 1931)
Das Geheimnis der roten Katze  è un film del 1931 diretto da Erich Schönfelder.

## Produzione
Il film fu prodotto dalla Deutsche Tonfilm Produktions (Deuton-Film) di Berlino.

## Distribuzione
Distribuito dalla Erich Engels-Film GmbH, uscì nelle sale cinematografiche tedesche il 22 maggio 1931.